# Área metropolitana de Bowling Green
El área metropolitana de Bowling Green o Área Estadística Metropolitana de Bowling Green, KY MSA, como la denomina la Oficina de Administración y Presupuesto, es un Área Estadística Metropolitana centrada en la ciudad de Bowling Green, en el estado de Kentucky, Estados Unidos. Su población según el censo de 2010 es de 125.953 habitantes, convirtiéndola en la 304.º área metropolitana más poblada de ese país.

## Composición
Los 2 condados del área metropolitana, junto con su población según los resultados del censo 2010:
- Edmonson– 12.161 habitantes
- Warren– 113.792 habitantes

## Comunidades
Comunidades incorporadas
- Bowling Green (ciudad principal)
- Brownsville
- Oakland
- Plum Springs
- Smiths Grove
- Woodburn

Comunidades no incorporadas
- Bee Spring
- Big Reedy
- Chalybeate Springs
- Huff
- Lindseyville
- Plano
- Rhoda
- Richpond
- Rockfield
- Rocky Hill
- Sunfish
- Sweeden
- Windyville